# Farom
Farom är ett skär i Åland (Finland). Det ligger i Skärgårdshavet och i kommunen Kökar i landskapet Åland, i den sydvästra delen av landet. Ön ligger omkring 75 kilometer öster om Mariehamn och omkring 210 kilometer väster om Helsingfors.
Öns area är 1 hektar och dess största längd är 170 meter i sydväst-nordöstlig riktning. Trakten är glest befolkad. Närmaste större samhälle är Kökar, 18,6 km nordväst om Farom.